# Первомайская улица (Тюмень)
Первома́йская у́лица расположена в центре Тюмени. Протяжённость — 1,85 километра. До октября 2015 года начиналась от Советской ул. в деловом центре города и проходила с северо-востока на юго-запад. Но с 21 октября 2015 года после ремонта эта улица начинается от слияния с ул. Дзержинского около моста Челюскинцев. Завершается на Привокзальной площади. Первомайская улица — гостевая улица города, так как соединяет железнодорожный вокзал с центром Тюмени. Расположена в двух административных округах города — Центральном и Калининском (разделены ул. Герцена). На улице находятся офисные помещения, администрация города Тюмени, а также от Первомайской своё начало берёт Цветной бульвар.

## История
До 1 мая 1920 года улица, которая сейчас называется ул. Первомайская, имела название Голицынской. Это имя было дано городской Думой в 1893 году в честь князя Григория Сергеевича Голицына, генерал-лейтенанта, члена Государственного Совета и сенатора, который посетил Тюмень для инспекции. Улицу Голицынскую в Тюмени впервые осветили электрическими фонарями в 1902 году, и в 1893 году она стала первой улицей в городе, которую вымостили булыжником, что позволило делать её проезжей в любую погоду. Парадная улица, ведущая на вокзал, стала одной из центральных. Первоначально Первомайская не вела к железнодорожному вокзалу. Первый деревянный мост через овраг вел на Стриковскую ул. (ныне ул. Крупской) и по ней в тогдашний центр города. После ветшания этого моста в 1920-х годах был создан нынешний земляной мост, выходящий на Первомайскую. На улице Голицынской был открыт первый «синематограф» (кинотеатр) Тюмени.
После революции улицу переименовали в Первомайскую, чуть позже перестроили из бывшего соляного склада купца Текутьева постоянное здание театра драмы и комедии. В 2008 здание театра снесли, в связи с переездом театра в новое здание на площади 400-летия Тюмени. До постройки в 1970-х нового здания железнодорожного вокзала улица близ него заканчивалась сквером, в центре которого располагался фонтан и скульптурная композиция с оленями. В дальнейшем сквер был закатан в асфальт и приобрел нынешний вид стоянки автобусов и такси. Также на Первомайской ул. долгое время находилась старейшая в городе типография (дом 11).
В XXI веке улица сильно преобразилась. Дорогу отремонтировали, построили ТЦ «Москва» и здание Лукойл напротив, здание ФСБ, Тюменский цирк, а также возвели Цветной бульвар и реконструировали вокзал. В 2016 году построена двухуровневая развязка Запольная — Первомайская, нижний уровень которой проходит в овраге реки Тюменки, русло которой заключено в коллектор. Развязка позволила соединить ул. 50 лет ВЛКСМ и ул. Чернышевского (продолжение ул. Полевая). Был создан дублёр ул. Республики, который позволил её значительно разгрузить.

## Площади и скверы
- Площадь Солнца
- Сквер сибирских кошек
- Городская площадь (перед зданием администрации города Тюмени)

Летом здесь растут цветы, зимой — располагается резиденция Деда Мороза — ледовый городок.
- Цветной бульвар

В XIX веке на этом месте была Торговая площадь. Позже здесь разбили парк. Бульвар же был построен в 2004 году на месте этого парка культуры и отдыха и стадиона. Это — подарок областной столице на 60-летие области. Бульвар соединил Первомайскую улицу и ул. Орджоникидзе. На бульваре располагается цирк, масса аттракционов и спорткомплекс «Центральный». В центре бульвара — самый большой в городе фонтан. Тюменцы гордятся Цветным бульваром, любят гулять по нему и развлекаться. Цветной бульвар — одна из визитных карточек Тюмени.
- Сквер Семёна Пацко

В 1936 году здесь был создан липовый сад, в 1986 году он получил имя Семёна Пацко — партийного руководителя железнодорожной станции времён отечественной войны. Рядом со сквером располагается на вечной стоянке паровоз серии ФД, отличившийся в перевозке грузов в военное время. Установлен в 1986 в честь 100-летия железной дороги из Екатеринбурга в Тюмень.
- Привокзальная площадь

## Транспорт
Первомайская улица — единственная дорога на железнодорожный вокзал, поэтому все автобусы, идущие на главный пассажирский вокзал города проходят по ней. Также большая часть транспорта, идущего в тюменский международный аэропорт Рощино, движется по Первомайской.

## Культурные сооружения
На Первомайской улице располагаются:
- Тюменский государственный цирк
- ДК «Железнодорожник»
- стадион «Локомотив»

## Торговые центры
- «Москва»
- «Сибирь»

## Галерея

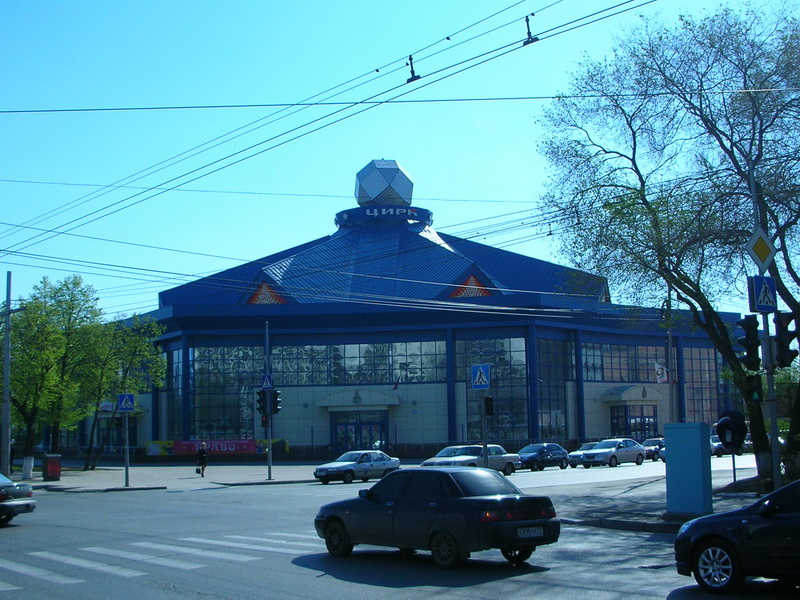
Тюменский цирк
ДК Железнодорожник
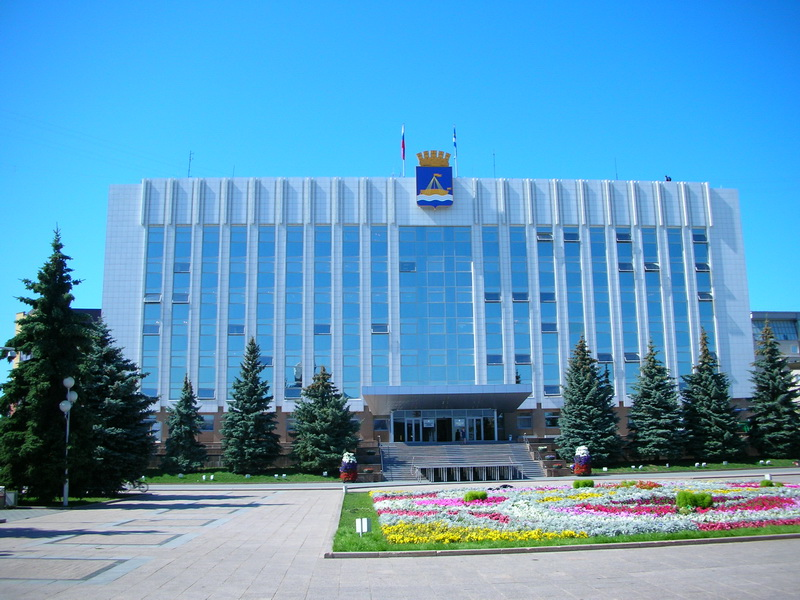
Площадь перед зданием администрации города Тюмени
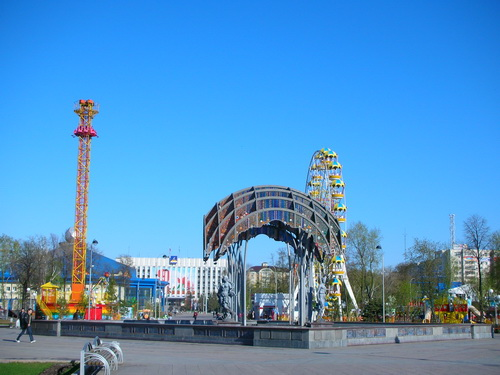
Цветной бульвар
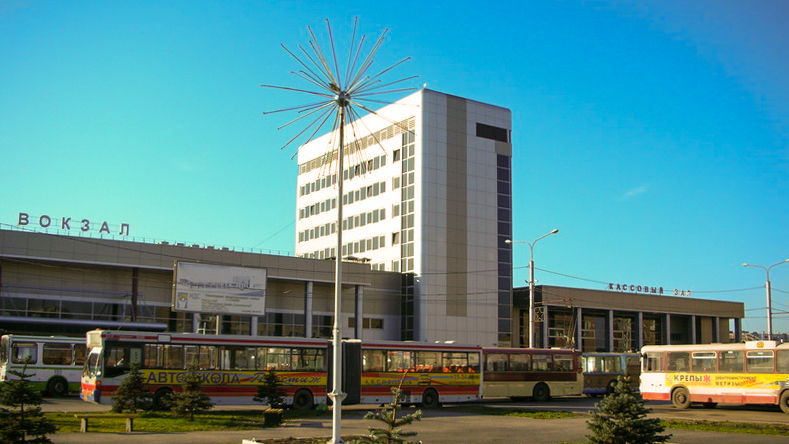
Привокзальная площадь
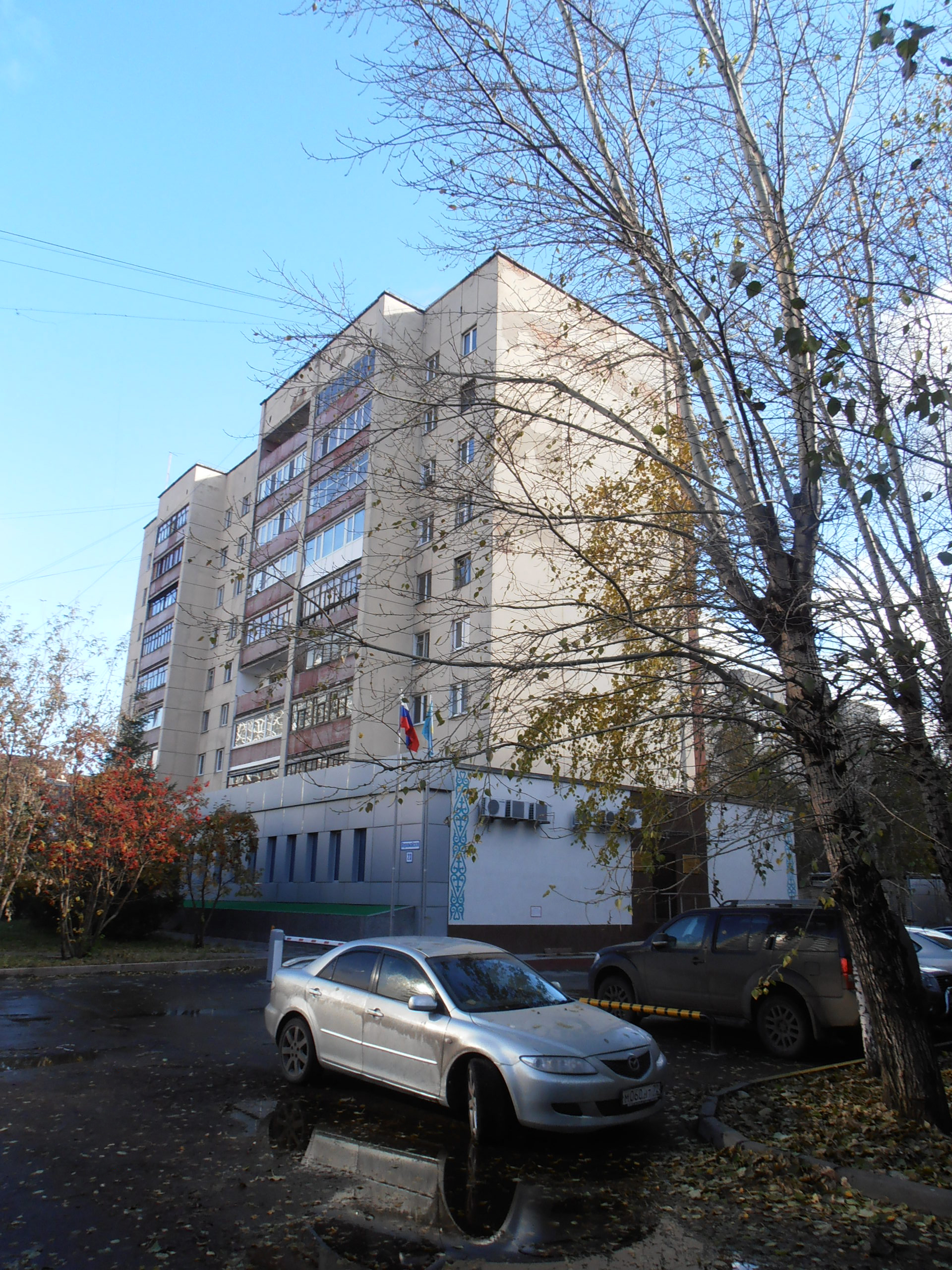
Почётное консульство Казахстана в Тюмени